# Arachnodes nosybeensis
Arachnodes nosybeensis là một loài bọ cánh cứng trong họ Bọ hung (Scarabaeidae).